# Atelodesmis piperita
Atelodesmis piperita là một loài bọ cánh cứng trong họ Cerambycidae.